# Yum-Tong Siu

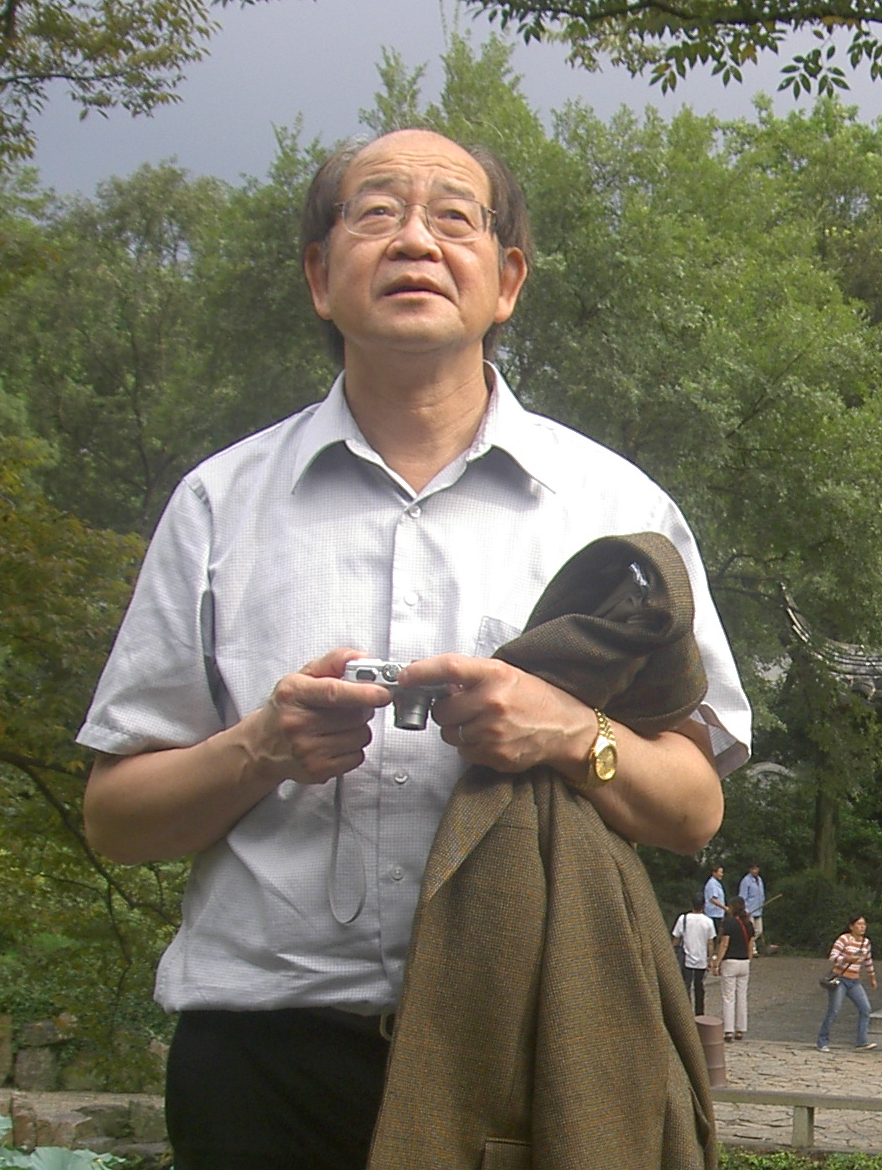
Siu 2006 in Suzhou

Yum-Tong Siu (chinesisch 萧荫堂, Pinyin Xiāo Yīntáng; * 6. Mai 1943 in Guangzhou) ist ein chinesisch-amerikanischer Mathematiker, der sich mit komplexer Analysis, komplexer algebraischer Geometrie und komplexer Differentialgeometrie beschäftigt.

## Leben
Siu besuchte die Schule in Macau und 1949 bis 1960 in Hongkong. Er studierte an der Universität Hongkong (Bachelor-Abschluss 1963), der University of Minnesota (Master-Abschluss 1964 bei Eugenio Calabi) und promovierte 1966 an der Princeton University bei Robert Gunning über ein Thema aus der Theorie mehrerer komplexer Variabler (Coherent Noether-Lasker Decomposition of Subsheaves and Sheaf Cohomology). Danach war er Assistant Professor an der Purdue University und der University of Notre Dame und ab 1970 Professor an der Yale University und ab 1978 der Stanford University. Seit 1982 ist er Professor an der Harvard University, ab 1992 als William Elwood Byerly Professor. 1996 bis 1999 war er Vorsitzender der Mathematischen Fakultät in Harvard. Er war unter anderem Gastprofessor an der Columbia University, in Hongkong, Paris (1972), dem MSRI, der University of California, Berkeley, der Ruhr-Universität Bochum.
Siu ist ein führender Forscher in der Analysis mehrerer komplexer Variabler. Er untersuchte Fragen aus der Schnittstelle von komplexer Analysis, Differentialgeometrie und Algebraischer Geometrie. Mit Shing-Tung Yau löste er die Frankel-Vermutung.
1978 (Extension problems in several complex variables), 1983 (Some recent developments in complex differential geometry) und 2002 (Some recent transcendental techniques in algebraic and complex geometry) war er Invited Speaker auf dem ICM, davon 1983 in Warschau und 2002 in Peking mit einem Plenarvortrag.
Er ist Ehrendoktor der Universitäten von Hongkong und Bochum. Siu war Mitherausgeber der Annals of Mathematics und Herausgeber des Journal of Differential Geometry. Siu erhielt den Bergman-Preis der American Mathematical Society, war Guggenheim und Sloan Research Fellow. Er ist Mitglied der National Academy of Sciences, der American Academy of Arts and Sciences, der Academia Sinica in Taiwan, ist auswärtiges Mitglied der Chinesischen Akademie der Wissenschaften und korrespondierendes Mitglied der Göttinger Akademie der Wissenschaften.

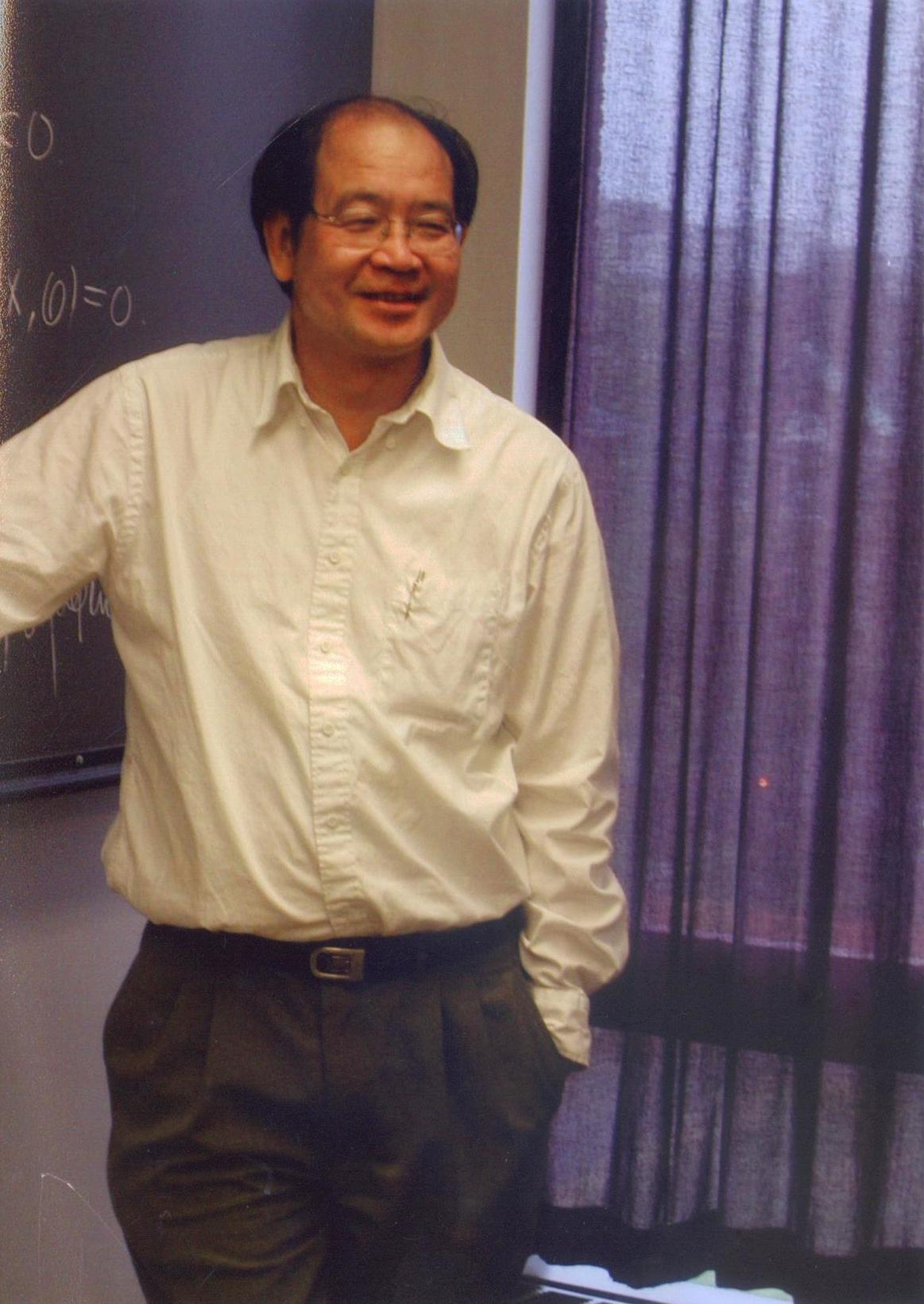
Yum-Tong Siu

## Schriften
- mit Michael Schneider (Hrsg.): Several complex variables, MSRI Publications, 1999, Online
- als Herausgeber: Complex analysis of several variables, American Mathematical Society, 1984
- Lectures on Hermitian-Einstein metrics for stable bundles and Kähler-Einstein metrics, Birkhäuser, 1987 (DMV-Seminar Düsseldorf 1986)
- Techniques of extension of analytic objects, Dekker 1974
- mit Günther Trautmann: Deformations of coherent analytic sheaves with compact supports, AMS, 1981
- mit Trautmann: Gap-sheaves and extension of coherent analytic subsheaves, Springer, 1971
- Siu Pseudoconvexity and the problem of Levi, Bulletin AMS, 1978, PDF-Datei